# Mănăstirea Rudi
Mănăstirea Rudi (în trecut cunoscută și ca Mănăstirea Rughi) este o mănăstire de călugărițe din nordul Republicii Moldova, aflată pe malul Nistrului la o distanță de 15 km de orașul Otaci.

## Descriere

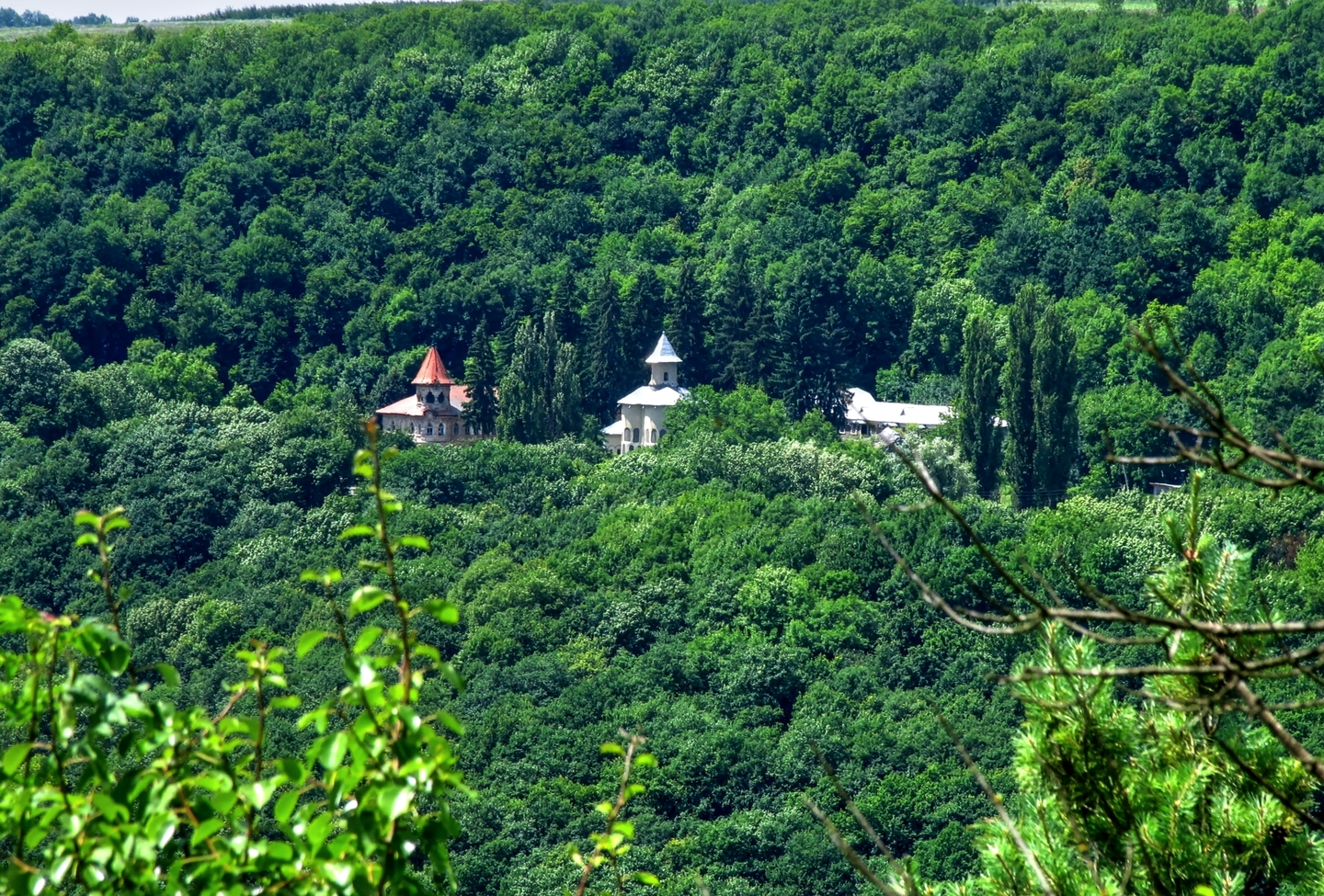
Mănăstirea în desișul pădurii.

În studiul inginerului-arhitect Nicolae Tiganco „Mănăstirea Rudi”, publicat în 1928 la Chișinău, în cartea „Comisiunea monumentelor istorice”, putem citi: Locul ales pentru schitul Rudi est unul din cele mai frumoase. Arhitectura bisericii din Rudi are un caracter bine pronunțat al bisericilor moldovenești din veacul al XVI-lea. Dimensiunile generale ale bisericii nu sunt mari: lungimea – 17,70 m, iar lățimea – 12,30 m, inclusiv absidele. Înălțimea pereților din afara e de 9 m, iar turla cu crucea are 20 m. Planul bisericii este treflat, având grosimea pereților de aproape un metru. Tinda se afla în partea sudica a bisericii. În interior pronaosul este despărțit de naos printr-un perete susținut de doi stâlpi puternici, având forma rotundă. Turla bisericii este susținută prin tehnologie moldoveneasca arcuri semicirculare suprapuse. Cele trei abside sunt ornamentate cu arcaturi, în care, după tradiția moldoveneasca veche, se pictau chipurile sfinților. Ușile și ferestrele cu pervazuri semicirculare nu poarta urme de profilare gotică. Dintre toate bisericile Basarabiei au păstrat aceste profuuri numai ușile și ferestrele bisericii Sfântul Dumitru din Orhei, zidită de Vasile Lupu, și ale paraclisului din cetatea Hotinului. Biserica din Rudi, din acest punct de vedere, este monumentul cel mai interesant și Comisiunea monumentelor istorice a avut toate motivele sa o declare în anul 1921 monument istoric, construit în vechiul stil moldovenesc.

## Istorie

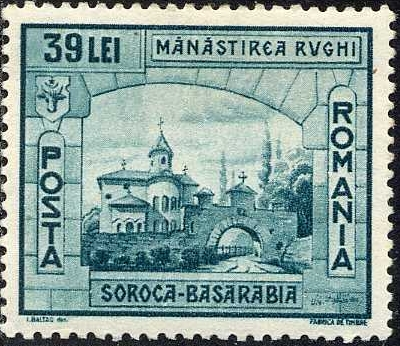
Mănăstirea Rudi pe o marcă poştală din 1941.

În anul 1777, cu binecuvîntarea episcopului Inochentie de la Huși (1752-1782), pe moșia fraților Andronachi și Teodor Rudea (cei doi Rudii) și cu sprijinul bănesc al negustorului Donciul din Movilău (Podolia) a fost construită o biserică de piatră cu hramul Sfintei Treimi, în stil moldovenesc. Acest fapt a fost consemnat, în limba slavonă, într-o pisanie care s-a păstrat pînă în prezent : "În numele hramului Prea Sfintei Treimi și al Sfîntului Nicolae, acest templu e clădit în zilele slăvitului domn Grigore Alexandru Ghica Vodă și cu binecuvîntarea preasfințitului Chir Inochentie, episcopul Hușilor, cu stăruința și îngrijirea fericitului ctitor Simion Donciul, negustor din Movilău, pe moșia sus numitului Andronachi Rudea și al fratelui sau Teodor Rudea. Anul 1777, luna iunie în ziua 1." O altă inscripție spune: "În numele Sfintei Treimi, în zilele blagocestivului domn Grigore Alexandru Ghica, cu blagoslovenia episcopului Inochentie al Hușilor, la anul 1777, iunie 1."
Din formularul bisericii Sfînta Treime a schitului Rudi, din anul 1835, citim: Pămînt propriu nu avem, chiliile călugărițelor sunt construite din talazuri, în număr de 19, subvenții de întreținere nu primim de nicăieri. Proprietarul Mihail Boguș, acaparînd cu forța moșia familiei Rudilor, livada, via, pășunile, prisaca, a ruinat și mai mult mănăstirea. „Ca o pedeapsă pentru fărădelegile comise”, în 1845 moare subit fiica lui Boguș, Anastasia, iar peste un an se stinge cealaltă fiică, Ana. La vîrsta de 62 ani se stinge și el din viață. Familia Boguș a fost înmormîntată pe terenul schitului părăsit de călugărițe în 1846: în prezent se mai păstrează o lespede în partea stîngă a bisericii, purtînd numele Mihail Boguș, decedat în 1856. Alături de el se află mormintele fiicelor sale. Pe peretele stîng al nartexului din biserică se mai găsește încă o inscripție funerară: Aici se odihnesc trupurile ctitorilor sfântului locaș Teodor și Andronachi Rudea.
Biserica rămasă de la schitul Rudi a fost închisă în 1846 prin hotărîrea autorităților eparhiale și a fost posă sub supravegherea parohiei din satul Rudi de Jos. Mai tîrziu, proprietar devenind un anume Mihail Rosea, rudă apropiată a lui Boguș, a fost transformată în locuință pentru slujnici. Între timp, mănăstirea a fost părăsită: casele au căzut în paragină, rămînînd mărturie doar temeliile lor, un arc de piatră care era poarta schitului, și biserica rămasă fără acoperiș.

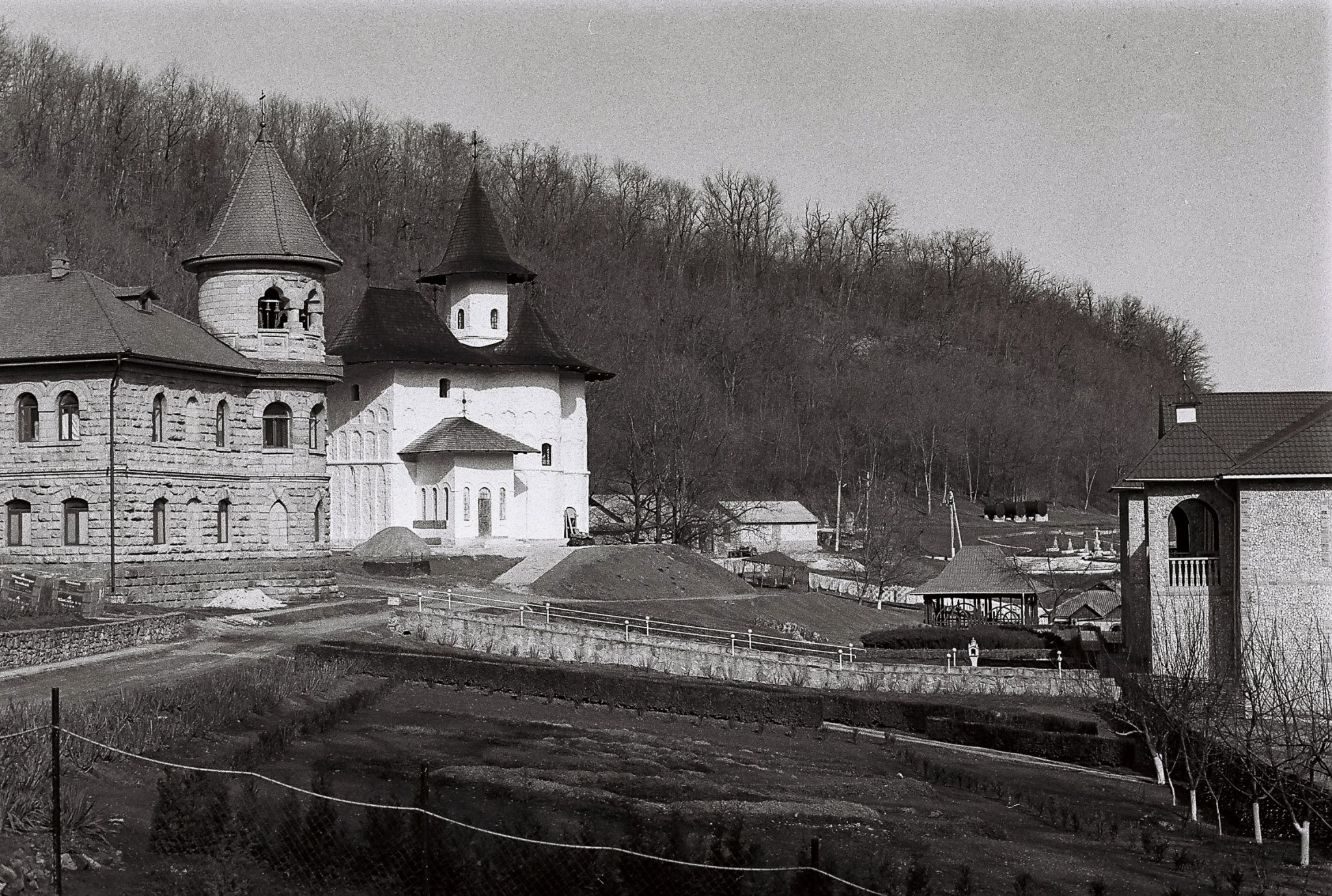
Prezent.

Mănăstirea Rudi își reia activitatea la 24 octombrie 1921, cînd, prin străduința arhimandritului Visarion Puiu, a fost aprobată restaurarea ei.
În perioada celui de-al doilea război mondial mânăstirea a fost cîrmuita de starețul Ioachim Bărbuș, sub ascultarea căruia se aflau 30 de călugări.
În 1948 arhipăstorul Benedict al Chișinăului a fost silit de sovietici sa închidă mănăstirea Rudi. Averea sfîntului locaș a fost confiscată, iar călugării s-au refugiat pe la alte mănăstiri. După aceasta în mănăstire s-a instalat un cămin de copii, iar mai târziu complexul monastic a fost transformat în spital de ftiziatrie pentru copii, avînd și o școală. Biserica Sfânta Treime a fost folosită și ca depozit. Spitalul a fost evacuat în 1990 și pînă în 1992 mănăstirea a rămas pustie.
În 1992, în mănăstirea Rudi au venit și s-au așezat trei călugări: părintele Melchisedec și încă doi călugări care în 1993 au început lucrările de reconstrucție a mănăstirii. În 1994 s-a început și restaurarea bisericii de vară Sfânta Treime. 
După anul 2015 au fost tăiați brazii falnici dintre biserică și clădirea fostului spital, care umbreau și răcoreau vara complexul, iar în iarnă tăiau crivățul geros.

## Legendă
Există o legendă conform căreia domnul Moldovei, Grigore Ghica, se îmbolnăvise și niciunul dintre vracii săi nu izbutea să-l vindece. Într-o zi, un țăran bate la porțile palatului domnesc cerînd să fie primit de Vodă, devreme ce avea el un leac secret. Dar pentru a fi lecuit, Vodă trebuia să-și părăsească tronul timp de o lună. Așa că Ghica-Vodă, însoțit de țăran, plecă din Iași spre moșia Rudilor. Acolo domnitorul a fost tratat cu struguri, must proaspăt și vin vechi. După o lună de odihnă și de belșug de fructe, s-a întors la Iași mai sănătos și mai puternic ca oricînd. În semn de recunoștință, mai tîrziu, în 1777, a construit vestita mănăstire Rudii pe această moșie binecuvîntată, pe malul Nistrului. De atunci, mănăstirile din Moldova continuă să facă vinuri din struguri culeși din viile lor proprii, pe care le folosesc pentru Împărtășire, dar și pentru uvoterapie (îngrijire prin struguri, must și semințe de struguri).

## Galerie de imagini
Biserica veche (domnească)

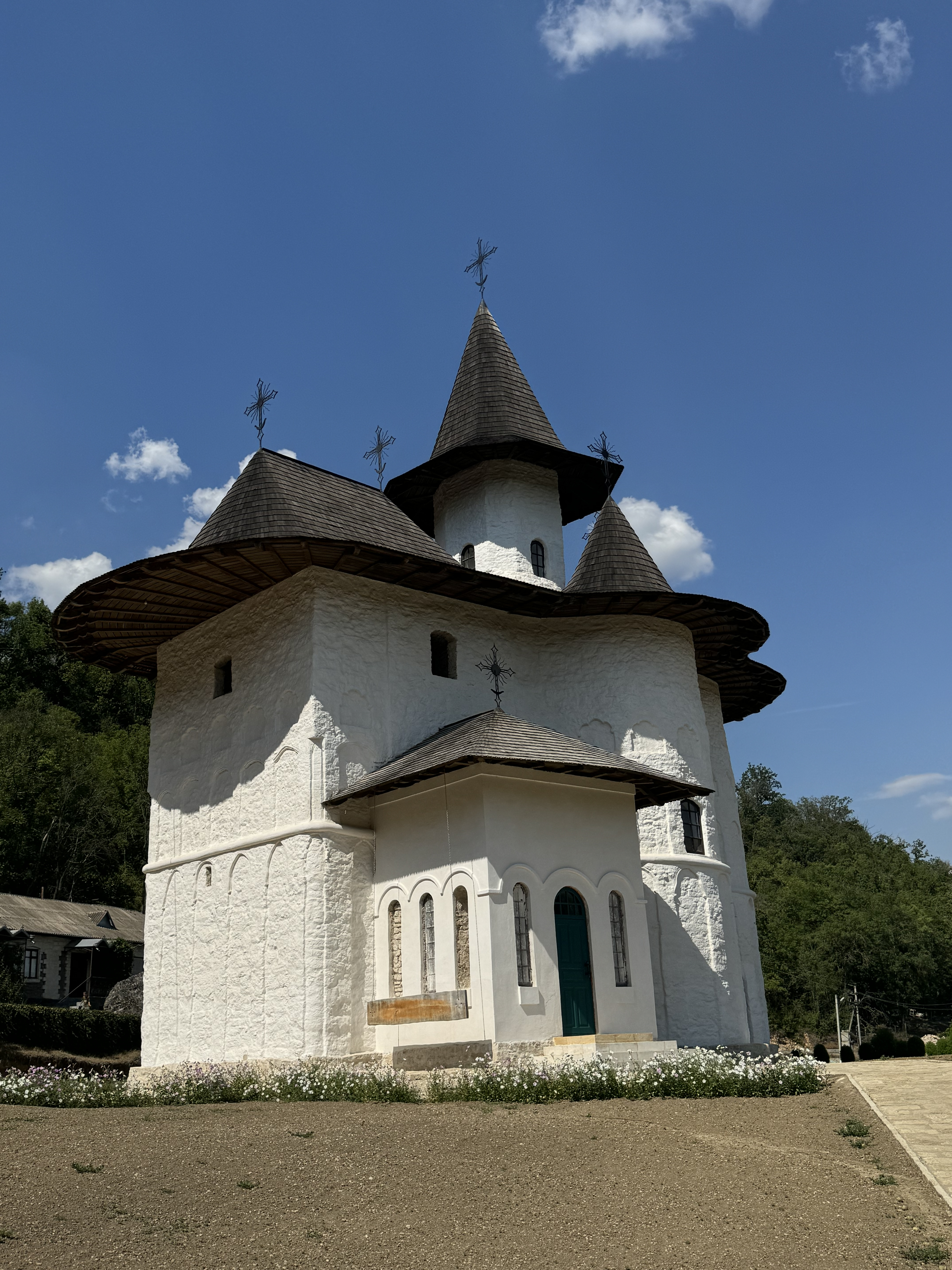
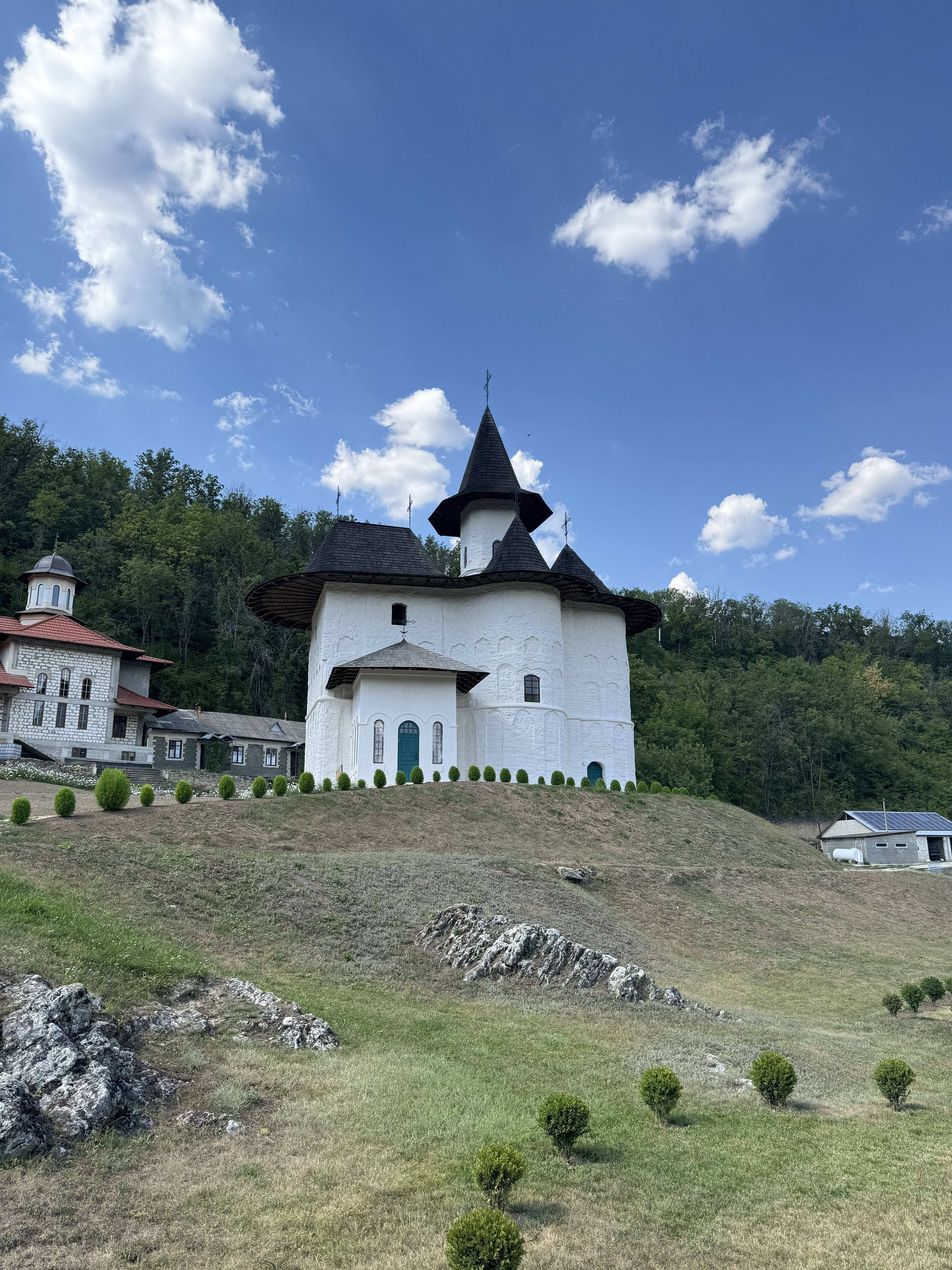
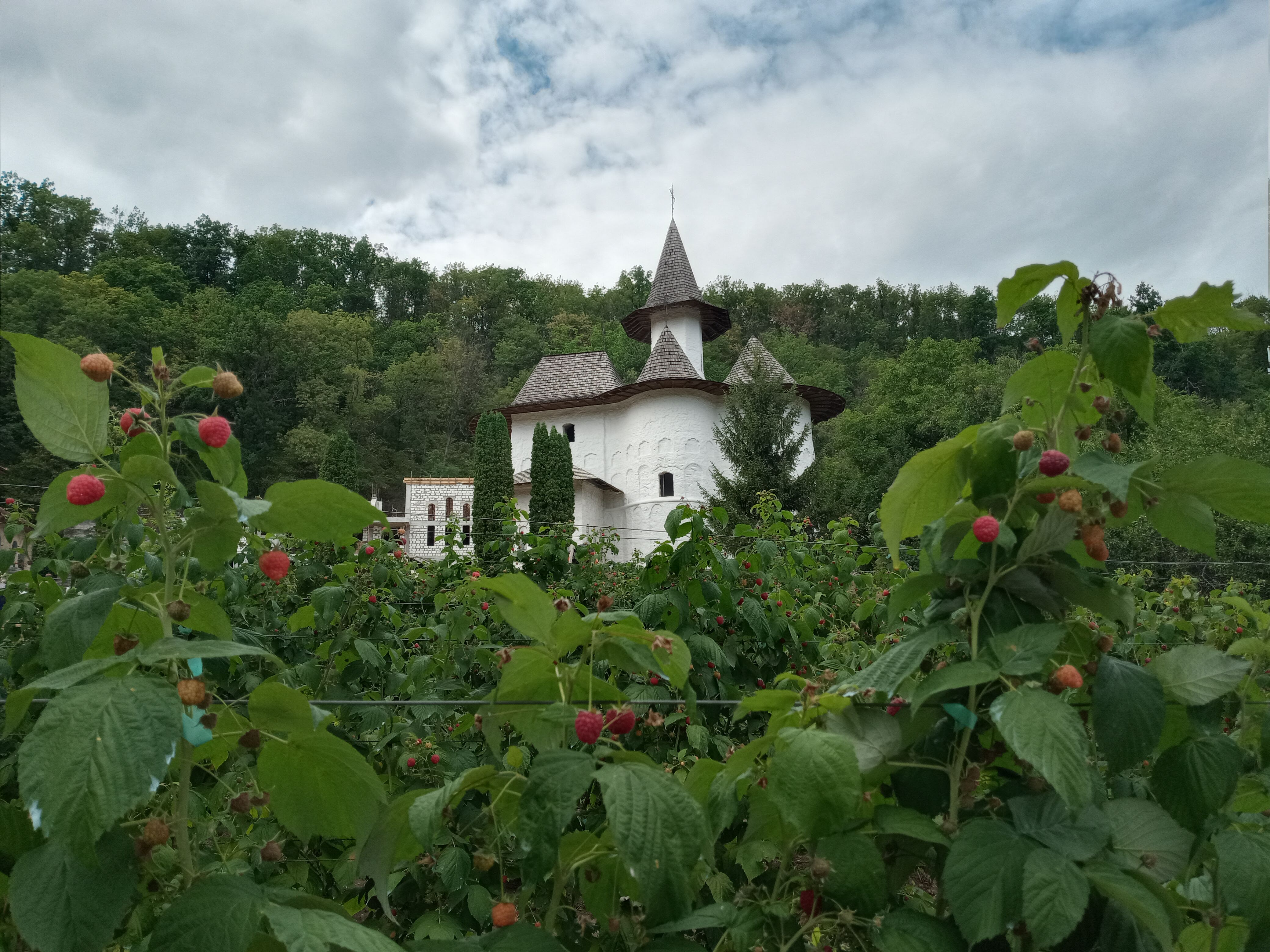
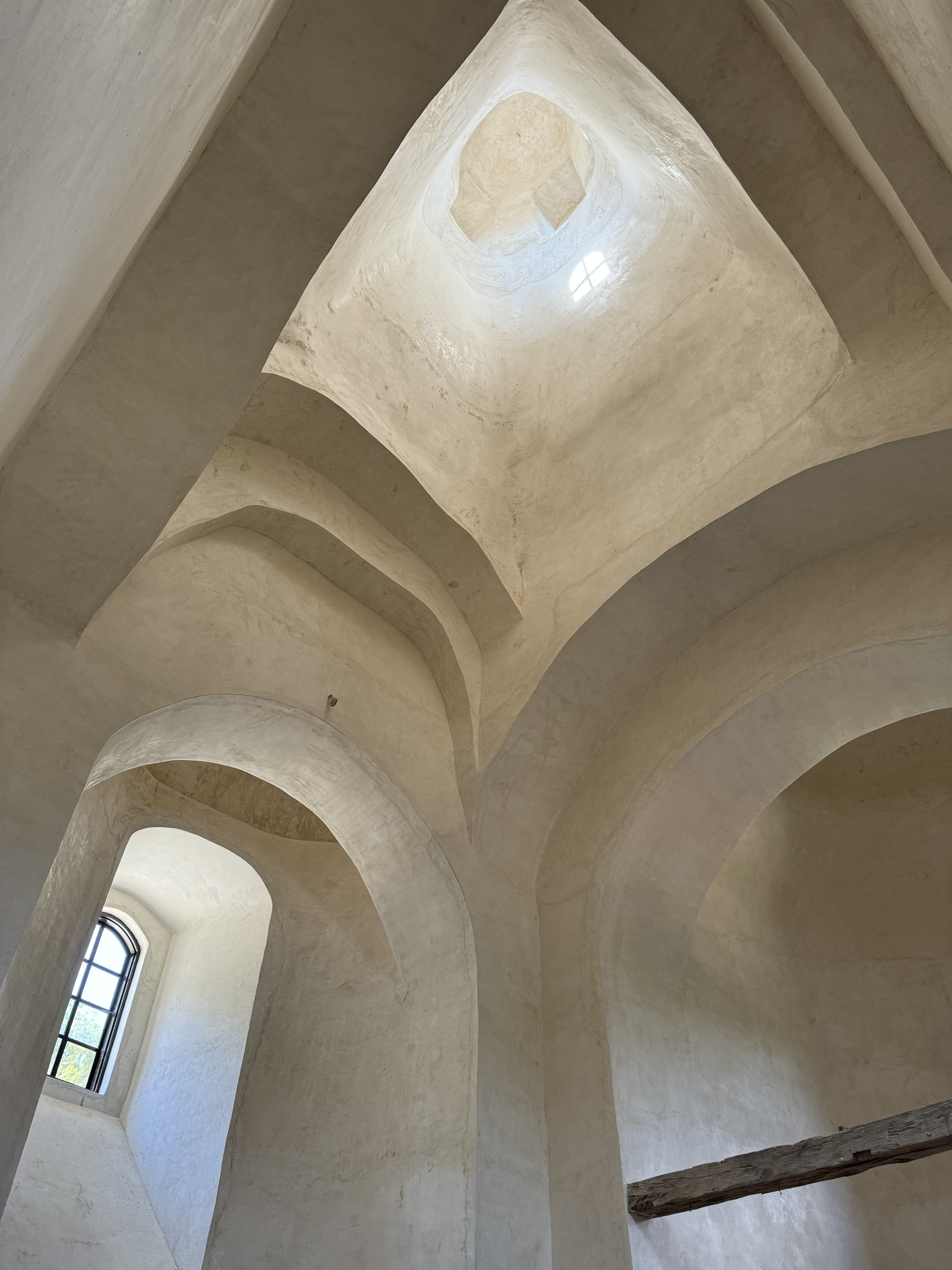
Interiorul în restaurare.
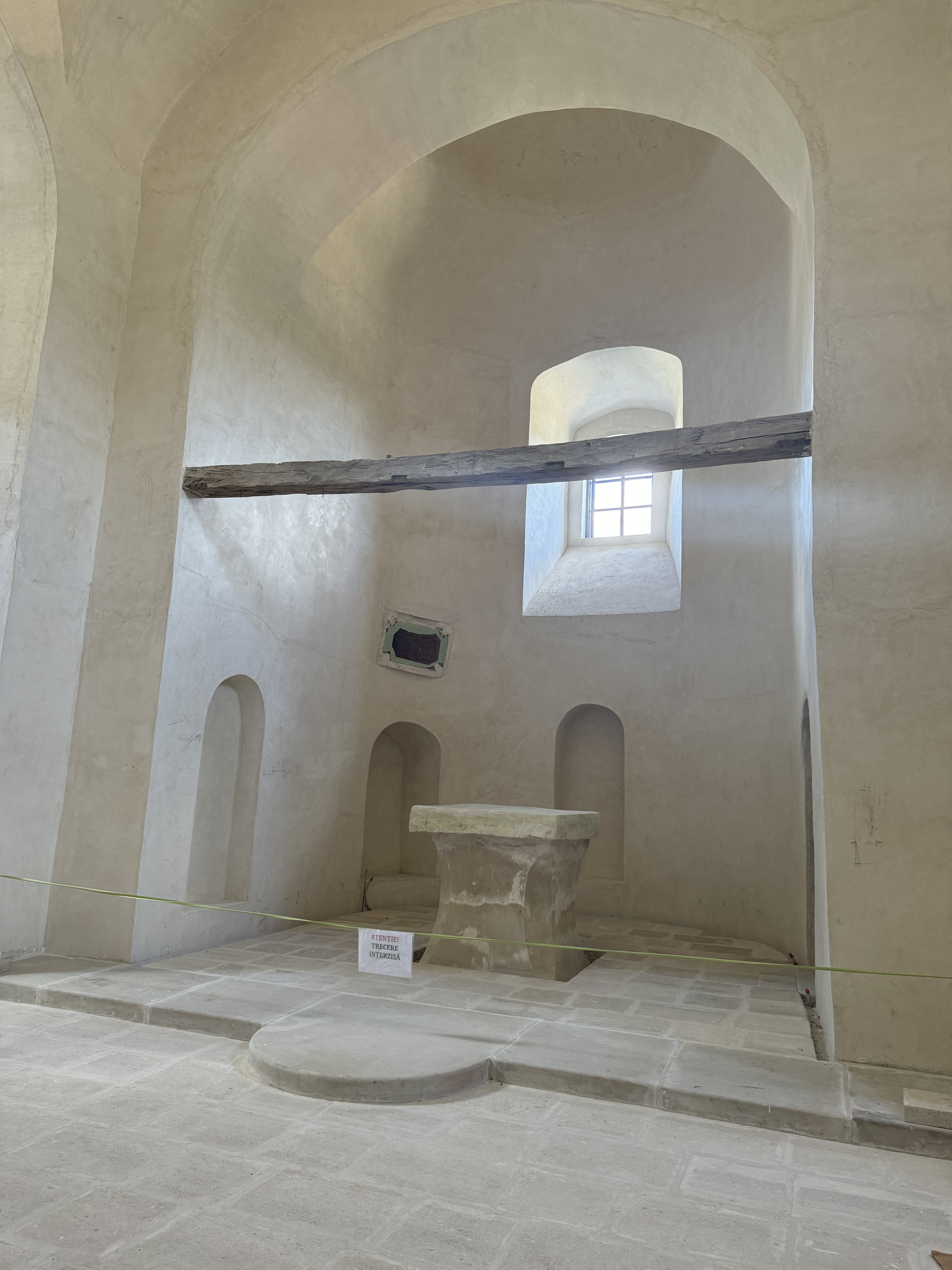

Alte edificii

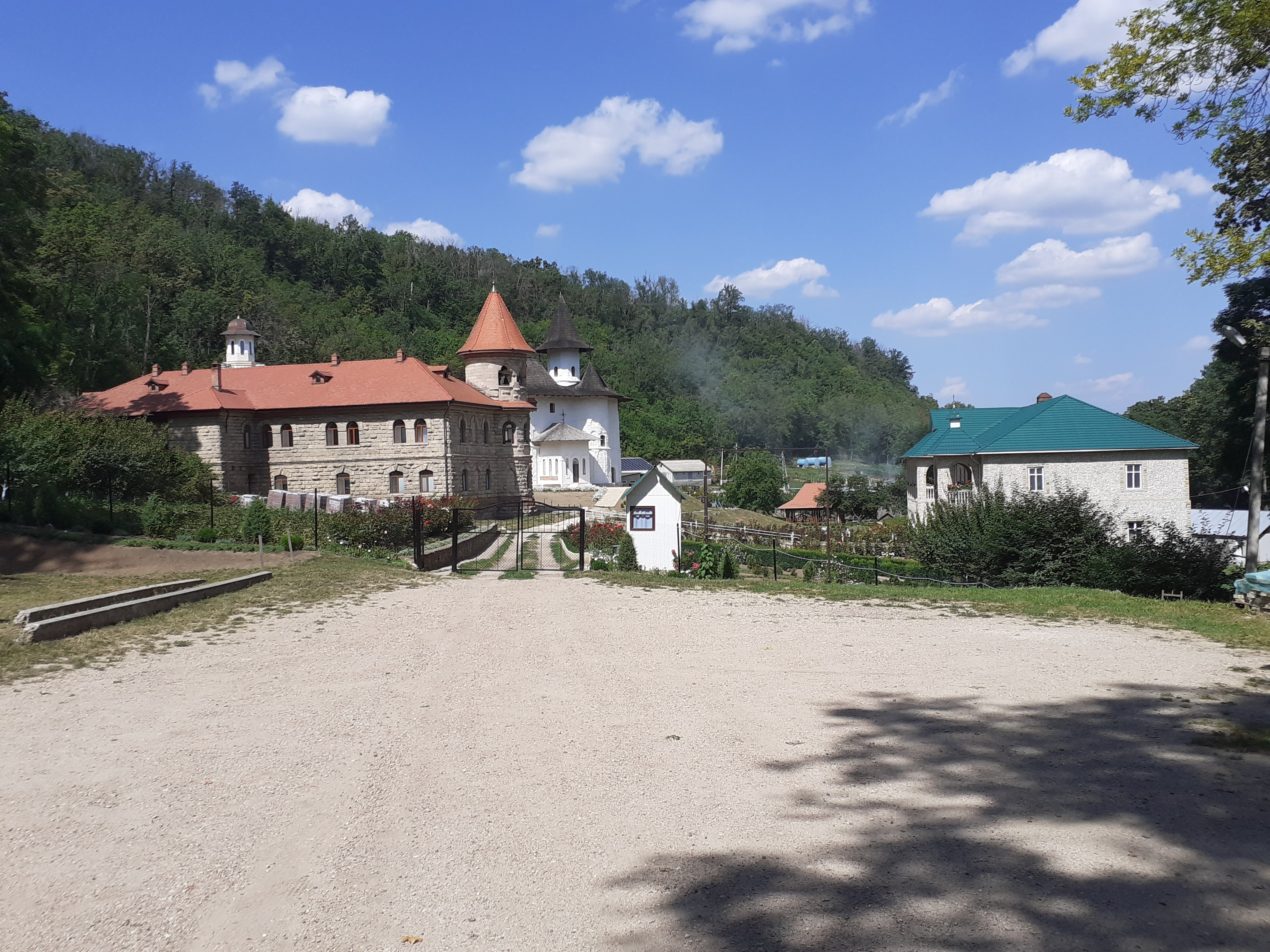
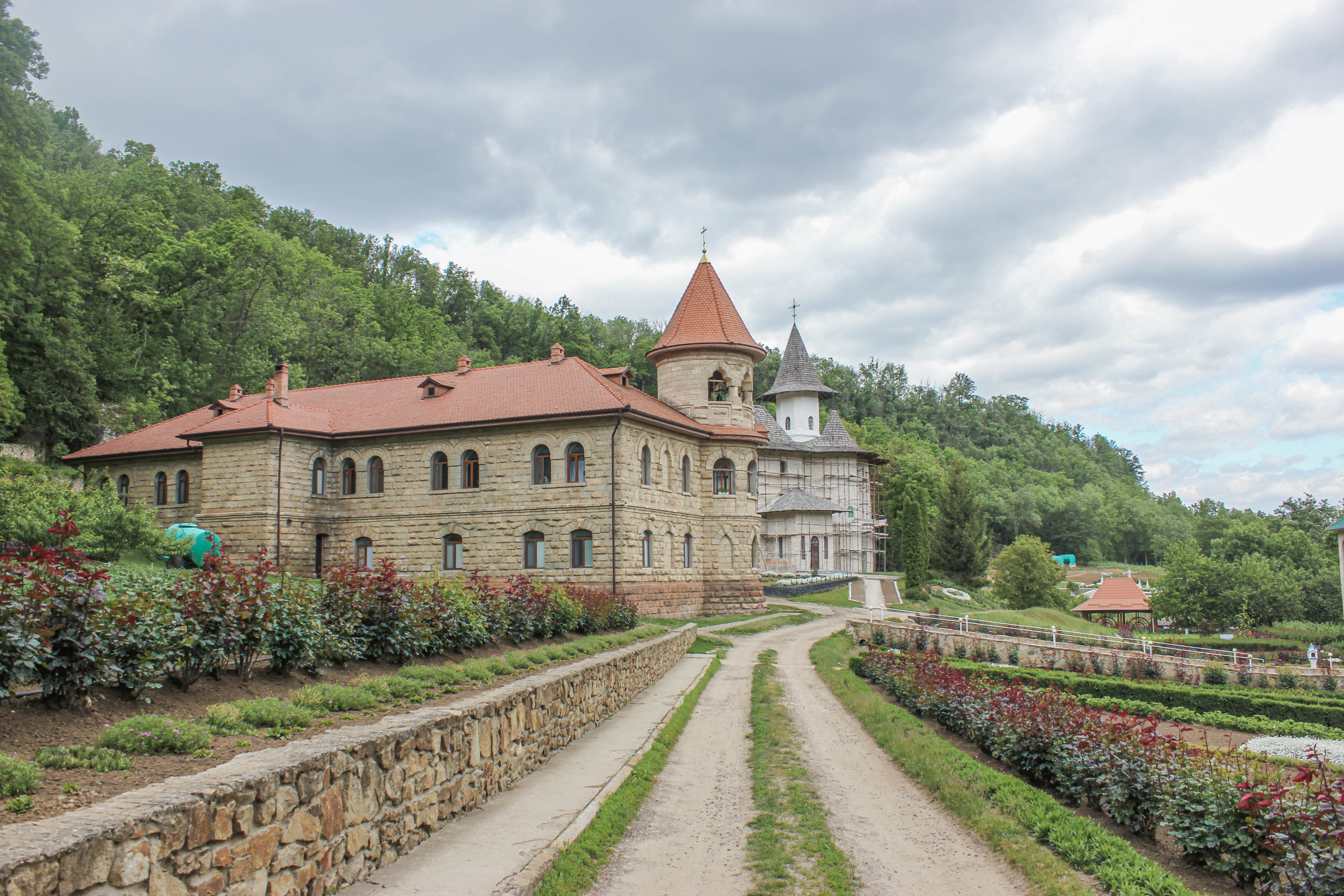
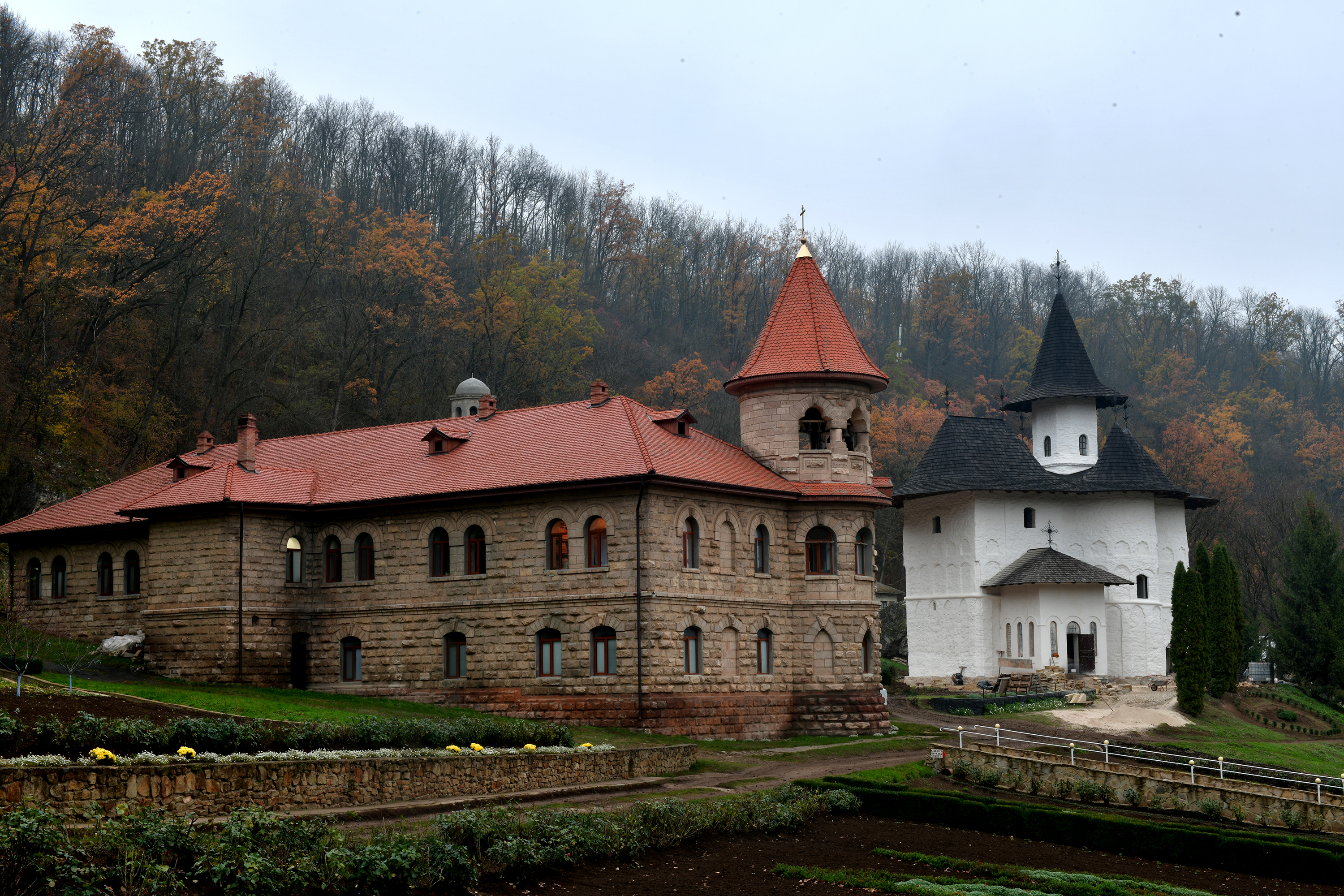
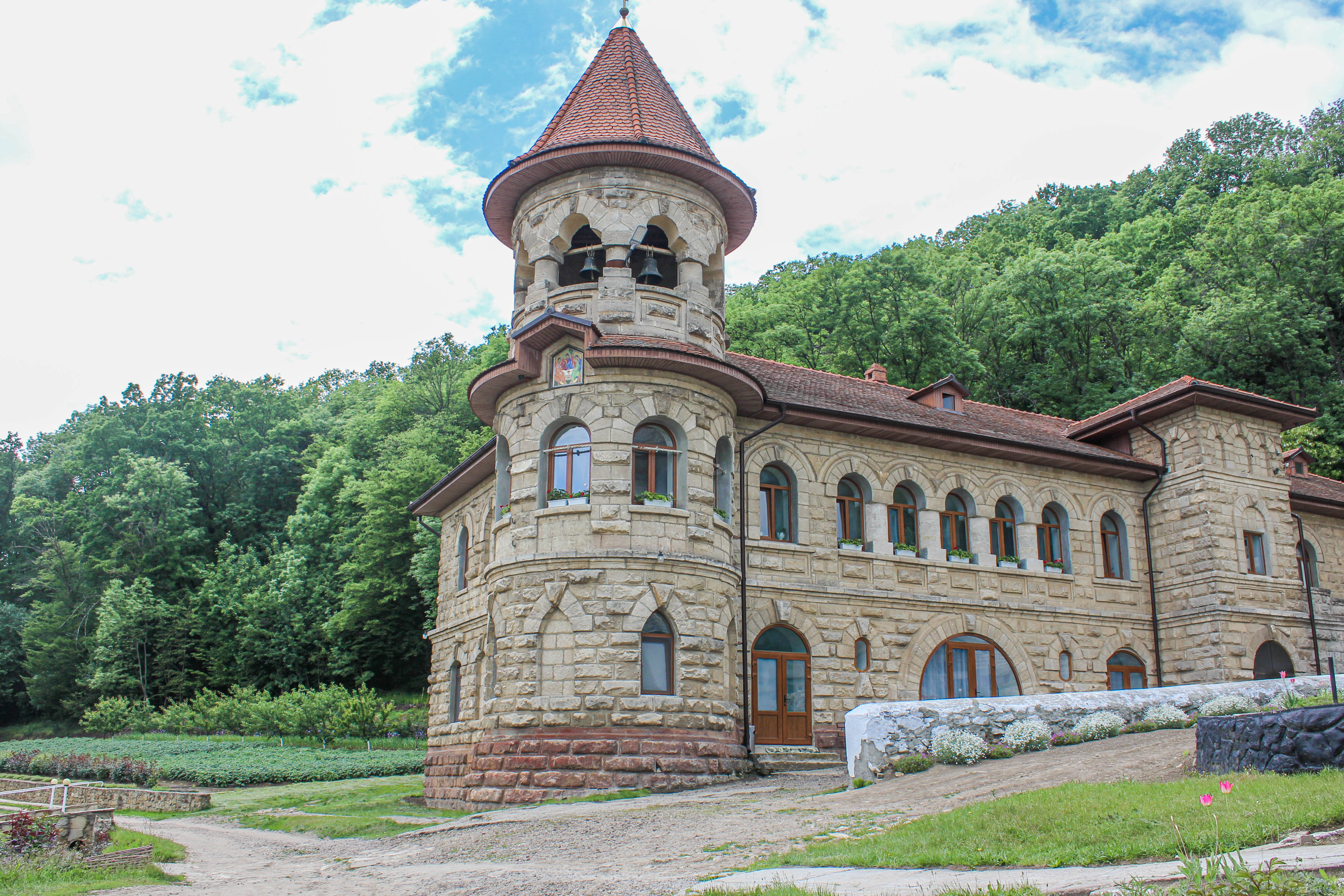
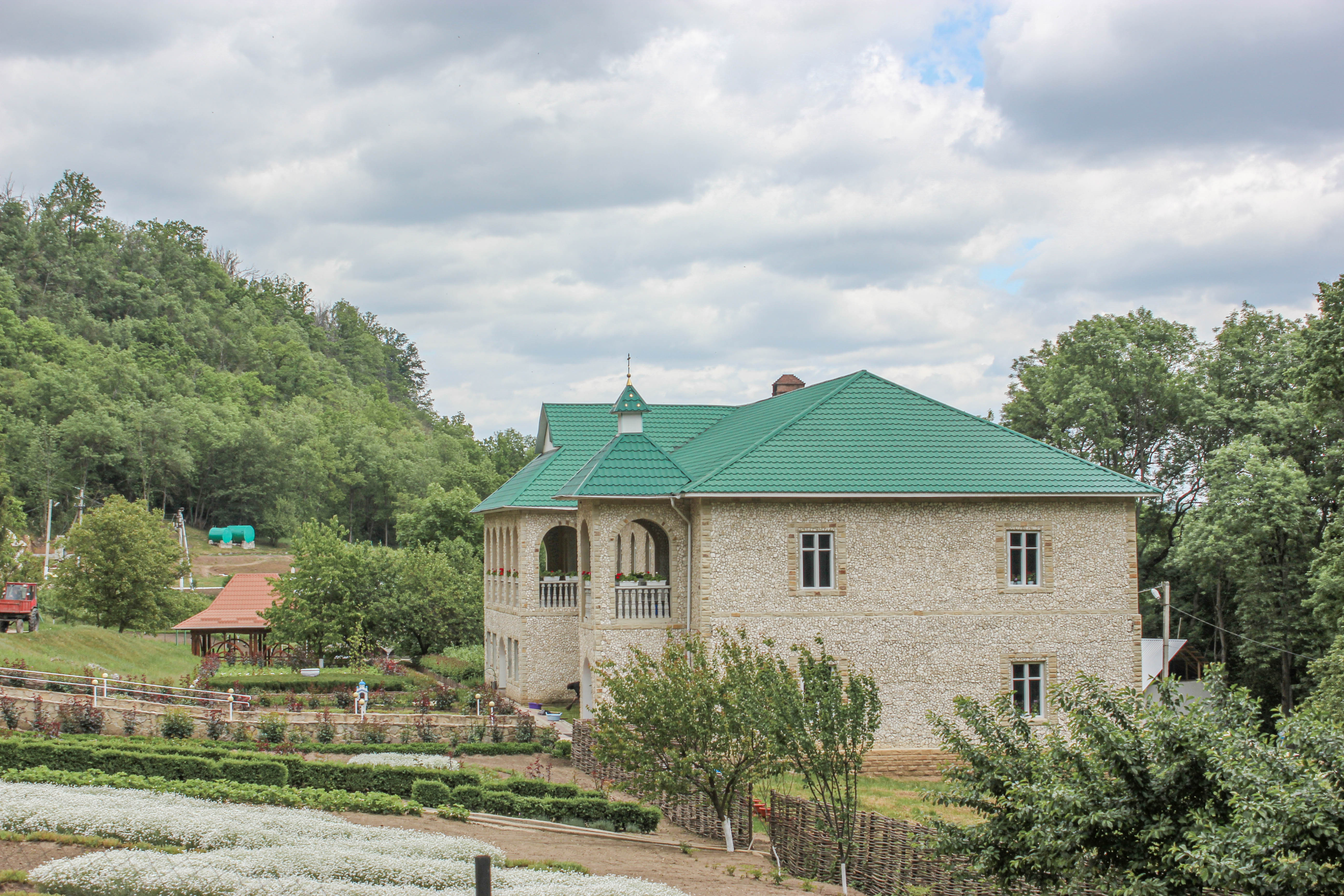
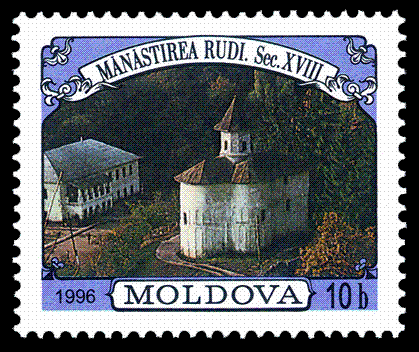
Mănăstirea, pe o marcă poştală din Republica Moldova.